# Harambe
Pe 28 mai 2016, un baiat in varsta de 3 ani a cazut in locul unde se afla o gorila de la Cincinnati Zoo and Botanical Garden . El a fost prins și târât de Harambe, o gorila de 17 ani. Temându-se pentru viața băiatului, un lucrator de la grădina zoologică a împușcat și ucis pe Harambe. Incidentul a fost înregistrat video și a primit o largă acoperire internațională și comentarii, inclusiv controverse cu privirea la alegerea de a impusca pe Harambe. Un număr de primatologi și conservationisti a scris mai târziu că grădina zoologică nu a avut nici o altă alegere, în circumstanțele date, și că ea a subliniat pericolul animalelor din grădinile zoologice, în imediata apropiere a oamenilor și necesitatea unei mai bune standarde de ingrijire.

## Harambe
Harambe (/həˈrɑːmbeɪ/ hə-RAHM-bay) s-a născut la Gladys Porter Zoo în Brownsville, Texas, pe 27 mai 1999. El a fost numit de către Dan Van Coppenolle după piesa "Harambe (Working Together for Freedom)" a lui Rita Marley din 1988. Harambee este un termen Swahili pentru "forte de munca comunale".
Pe 18 septembrie 2014, Harambe a fost transferat la Cincinnati Zoo și Grădina Botanică a învăța comportamentul adult al unei gorile  și să se alăture unui nou grup social.

## Incidentul
Pe 28 mai 2016, un copil de trei ani care vizita grădina Zoologică din Cincinnati a căzut în șanțul habitat de o gorila. Martorii au spus că au auzit copilul spunând că vrea să meargă în locul unde se afla gorila. Atunci, băiatul a urcat pe un gard, s-a târât prin arbuști, și apoi a căzut într-un șanț de mică adâncime de apă. Oficialii de la Zoo au semnalat ca trei gorile din habitat să se întoarcă înăuntru, și două femele au făcut așa. Cu toate acestea, cea de-a treia gorilă, curios, Harambe, a coborât în șanț pentru a investiga copilul ce cazuse în apă.
În următoarele 10 minute, Harambe a devenit din ce în ce mai "agitat și dezorientat" de țipetele oamenilor. El a târât copilul prin apă, sprijinindu-l până când s-a așezat, sau împingându-l în jos atunci când el a stat. Harambe apoi a carat băiatul pe uscat. Din teamă pentru viața băiatului, oficialii grădinii zoologice a luat decizia de a ucide gorila, omorandu-l cu un singur foc de pușcă. Pompierii din Cincinnati au declarat că băiatul a fost între picioarele lui Harambe atunci când a fost împușcat. Harambe a fost ucis o zi dupa ce a făcut 17 ani.

## Reacții
Moartea a fost controversata, cu unii spunand că nu este clar dacă Harambe a vrut sa faca vreun rau copilului. Alții au cerut ca părinții băiatului sau ca grădina zoologică să fie trași la răspundere pentru moartea gorilei. Poliția a investigat posibilele acuzații penale împotriva părinților. Mama băiatului, de asemenea, a devenit ținta hărțuirii pe Internet și social media. Pe 6 iunie 2016, in Ohio procurorul Joe Deters a spus că mama nu a făcut vreo fărădelege. Grădina zoologică a fost investigata de către Asociația grădinilor Zoologice și Acvarii (AZA), care stabilește standarde pentru grădini zoologice, și USDA.
Incidentul a fost înregistrat de către un spectator și încărcat pe YouTube, unde videoclipul a ajuns viral și a primit publicitate globala. Incidentul a primit critici de la mai multe celebritati, inclusiv Ricky Gervais, Brian May, și Piers Morgan.
Incidentul a stârnit dezbateri între biologi și primatologi dacă gorilele și alte primate ar trebui să fie ținut în captivitate. Primatologul Jane Goodall a spus că, potrivit videoclipului se părea ca Harambe incerca sa protejeze copilul. Goodall mai târziu a emis o explicație mai lungă într-un interviu cu președintele Fondului Internațional pentru Bunăstarea Animalelor, concluzionând că grădina zoologică nu a avut nici o alegere, decat sa-l ucida pe Harambe.

### Cultura populară
Un colectiv sub numele Otaku Gang a lansat un joc cunoscut sub numele de Harambe vs Capcom, cu Harambe fiind capabil de a se lupta cu personaje din franciza Capcom`s Street Fighter. Jocul în sine este un fullgame de M. U. G. E. N, un personalizabil joc de lupta.
American rapperi Young Thung și Dumbfoundead fiecare a lansat cântece intitulat "Harambe".
Un adolescent a făcut o petiție la grădina Zoologică din Dublin pentru a numi o nou-născuta gorila ca "Harambe Jr." ("Harambetta" dacă femela).